# Chenopodium petiolare
La quinua o quínoa negra (Chenopodium petiolare Kunth) es una semilla andina perteneciente a la subfamilia Chenopodioideae de las amarantáceas. Es considerada también una destacada fuente de minerales antidepresivos. En Quito recibe el nombre de quinoa de la tierra.

## Historia
La quínua negra al igual que su semejante la  quinua, quínoa o kinwa (Chenopodium quinoa) es un cereal alimenticio que contiene además alta concentración de elementos químicos como: hierro, litio, magnesio, potasio y zinc. A lo largo del tiempo la quínua negra ha sido considerada un tradicional remedio para trastornos del estado de ánimo como ansiedad y depresión.
Antiguamente fue uno de los principales alimentos de los pueblos andinos preincaicos e incaicos. Y dentro del mundo andino es utilizada también como parte de rituales fúnebres en la elaboración de panes tradicionales, ya que actúan como un ansiolítico o tranquilizante menor que ayuda a la relajación, alivio de la melancolía y otros trastornos psiquiátricos como la depresión, así como a inhibir el insomnio y la tristeza.

## Composición
La quínua negra está compuesta de antocianina, lisina, litio y saponinas que contribuyen a la apariencia característica de esta semilla andina.

### Antocianina
La antocianina actúa como un pigmento y contribuye a darle el color negro característico de este cereal. Además de prevenir las enfermedades cardiovasculares actúa también como un protector solar natural y potente antioxidante.

### Lisina
La quínua negra contiene un alto contenido de lisina. Aproximadamente la quínua contiene 8.4 mg de lisina por cada 100 g . Y entre las principales ventajas se encuentra el desarrollo mental y la hormona del crecimiento. Cabe resaltar que el consumo de lisina junto la L-carnitina ayuda a reducir el nivel de colesterol en la sangre.

### Siembra y cosecha
El sistema más apropiado para la siembra es en hileras, éste puede realizarse mediante surcado a tracción motriz. La época de siembra se la realiza generalmente durante la segunda quincena de octubre, aunque estará sujeta a los cambios de tiempo. En ese sentido se recomienda recurrir al Observatorio Agroambiental Productivo del MDRyT. Con semilla certificada de calidad y/o con semilla local seleccionada.
- La profundidad de siembra oscila entre seis y ocho cm
• Densidad de siembra. La cantidad de semilla por hectárea varía entre 10 a 12 kg, con semilla certificada y/o semilla local seleccionada. La siembra debe realizarse cuando el suelo tiene una buena humedad aprovechando las lluvias. Cabe destacar que la humedad proporcionada por poca cantidad de lluvia dura muy pocas horas y posteriormente se pierde por evaporación, por ello es importante aprovechar al máximo el tiempo.
• Variedades cultivadas. La quinua del Altiplano boliviano comprende cuatro variedades, tres grupos de variedades o 17 razas. Su período vegetativo varía entre 150 a 240 días con una flexibilidad de adaptación a diferentes condiciones ambientales. Estas variedades presentan una relativa indiferencia respecto a fotoperíodo y a la altitud y pueden cultivarse desde el nivel del mar hasta los 3.900 m s. n. m., toleran suelos en una amplia gama de pH de 6 a 8,5 (ANAPQUI, 2001).
se cosecha en áreas húmedas como la Sierra Norte de Ecuador y sur de Colombia, es aconsejable hacer coincidir la cosecha de la quinoa con la época seca del año (de junio a septiembre), para evitar pérdidas o deterioro de los granos por efecto de la humedad ambiental (Nieto, Castillo y Peralta, 1986).

### Saponinas
Las saponinas se liberan en el momento en el que la quinoa toma contacto con el agua. Sus saponinas también son empleadas en tratamientos plaguicidas y herbicidas además de ser un producto natural y seguro.

## Curiosidades
La quínua negra posee un alto valor alimenticio, sus hojas poseen alto valor nutricional en ácidos grasos esenciales, minerales, vitaminas y clorofila.
Se recomienda también licuar sus hojas verdes con el jugo de frutas para tener un mejor aprovechamiento de los nutrientes que estas hojas nos dan.

## Taxonomía
Chenopodium petiolare fue descrita por Carl Sigismund Kunth  y publicado en Nova Genera et Species Plantarum (quarto ed.) 2: 191. 1817[1818].

## Etimología
Chenopodium: nombre genérico que deriva de la particular forma de las hojas similares a las patas de ganso: del griego "chen" = (ganso) y "pous" = (pie) o "podion" = (pie pequeño).
petiolare: epíteto latino que significa "con peciolos.
Sinonimia
- Chenopodium album var. andinum J.Rémy
- Chenopodium bolivianum Murr
- Chenopodium collae Phil. ex Aellen
- Chenopodium hastatum Phil.
- Chenopodium paniculatum Hook.
- Chenopodium paniculatum var. reniforme Murr
- Chenopodium sparsiflorum Phil.[5]